# Alytus (Basketball)
Alytus war ein Basketballverein aus der gleichnamigen Stadt Alytus, der sechstgrößten Stadt Litauens. Er spielte in LKL und war zeitweilig auch in der Baltic Basketball League (BBL) vertreten. Am Anfang spielte der Club in der NKL, ab 2007 in der LKL. Das Budget des Clubs in der Saison 2009/10 war 890.000 Litas (258.000 Euro). Nach der Saison  2010/2011 hatte er 30.000 Euro Schulden und wurde insolvent. 2012 wurde BC Dzūkija Alytus errichtet.

## Erfolge (LKL)
- 2007/08, 4. Platz
- 2008/09, 9. Platz
- 2009/10, 11. Platz
- 2010/11, 13. Platz

## Kader der Saison 2009/10
- Vytautas Tatarūnas
- Paulius Kleiza
- Paulius Ivanauskas
- Vilius Šumskis
- Aleksei Andrianov
- Andrius Aleksandrovas
- Aurimas Adomaitis
- Andrius Golokvoščius
- Modestas Šilalė
- Ignas Sinkevičius
- Edgaras Margevičius
- Mindaugas Jaruševičius
- Vytautas Valiulis

## Ehemalige Spieler
- Saulius Kazevičius
- Darjuš Lavrinovič (* 1979)
- Stanislav Medvedenko